# Odmar Færø
Odmar Færø, né le 1er novembre 1989 à Tórshavn aux îles Féroé, est un footballeur international féroïen, qui évolue au poste de défenseur au KÍ Klaksvík.

## Biographie

### Carrière en club
Avec le club du B36 Tórshavn, Odmar Færø dispute 6 matchs en Ligue des champions, et 6 matchs en Ligue Europa,.

### Carrière internationale
Odmar Færø compte 31 sélections et un but avec l'équipe des îles Féroé depuis 2012,.
Il est convoqué pour la première fois en équipe des îles Féroé par le sélectionneur national Lars Olsen, pour un match amical contre l'Islande le 15 août 2012. Le match se solde par une défaite 2-0 des Féroïens. 

## Palmarès
- Avec le B36 Tórshavn
  - Champion des îles Féroé en 2011, 2014 et 2015